# Eparquía de Al Qusia
La eparquía de Al Qusia o de Al-Qūṣiyah (en latín: Eparchia Cusana y en árabe: ابرشية القوصية‎) es una circunscripción eclesiástica de la Iglesia católica en Egipto. Se trata de una eparquía copta, sufragánea del patriarcado de Alejandría de los coptos católicos. Desde el 31 de marzo de 2023 su eparca es Thomas Esam William Bolos Faragalla.

## Territorio y organización
La eparquía extiende su jurisdicción sobre los fieles católicos de rito alejandrino residentes en la parte norte de la gobernación de Asiut: en donde comprende los centros de Al-Qūṣiyah, Abnūb, Dayrūṭ y Manfalūṭ.
La sede de la eparquía se encuentra en la ciudad de Al-Qūṣiyah, en donde se halla la Catedral del Sagrado Corazón.
En 2022 en la eparquía existían 13 parroquias.

## Historia
Al Qusia (o el-Qusiya) fue sede de una antigua diócesis en época romano-bizantina, la diócesis de Cuse. Cuse, identificada hoy con la ciudad de Al-Qūṣiyah en la orilla occidental del río Nilo, fue una diócesis de la provincia romana de Tebaida Primera en la diócesis civil de Egipto. Era parte del patriarcado de Alejandría y era sufragánea de la arquidiócesis de Antinoe.
Hay cuatro obispos conocidos de esta antigua diócesis egipcia. El primero es Aquiles, un obispo meleciano, cuyo nombre aparece en la lista, transmitida por Atanasio de Alejandría, de los obispos melecianos que Melicio de Licópolis envió al arzobispo Alejandro de Alejandría después del Concilio de Nicea en 325. Aquiles también está documentado entre los acusadores de Atanasio en el Concilio de Tiro en 335.
Un obispo llamado Elijah se atribuye al siglo IV o V. Teonas participó en el Concilio de Constantinopla en 553. También se atribuye a esta sede a Gregorio, el obispo monofisita, que asistió al patriarca Juan III en su lecho de muerte (689).
Desde el siglo XIX, Cuse se cuenta entre las sedes titulares episcopales de la Iglesia católica; que ha estado vacante desde el 13 de mayo de 1982.
La eparquía fue erigida el 23 de septiembre de 2022 por el patriarca de Alejandría de los coptos Ibrahim Sedrak, con el consentimiento de los obispos del Sínodo Permanente de la Iglesia copta y después de consultar a la Santa Sede, separando territorio de la eparquía de Asiut.

## Estadísticas
Según el Anuario Pontificio 2023 la eparquía tenía a fines de 2022 un total de 29 000 fieles bautizados.
| Año                                                                             | Población            | Población | Población      | Sacerdotes | Sacerdotes    | Sacerdotes    | Bautizados por sacerdote | Diáconos permanentes | Religiosos | Religiosos | Parroquias |
| Año                                                                             | Bautizados católicos | Total     | % de católicos | Total      | Clero secular | Clero regular | Bautizados por sacerdote | Diáconos permanentes | Varones    | Mujeres    | Parroquias |
| ------------------------------------------------------------------------------- | -------------------- | --------- | -------------- | ---------- | ------------- | ------------- | ------------------------ | -------------------- | ---------- | ---------- | ---------- |
| 2022                                                                            | 29 000               |           |                | 16         | 16            | 0             | 1813                     |                      | 5          | 16         | 13         |
| Fuente: Catholic-Hierarchy, que a su vez toma los datos del Anuario Pontificio. |                      |           |                |            |               |               |                          |                      |            |            |            |

## Episcopologio

### Obispos de Cuse
- Achille † (antes de 325-después de 335)
- Elia † (siglo IV-siglo V)
- Teonas † (mencionado en 553)
  - Gregorio † (mencionado en 689) (obispo monofisita)

### Obispos titulares de Cuse
- Vincent-François-Joseph Sage, M.E.P. † (20 de julio de 1914-20 de septiembre de 1917 falleció)
- Romuald Jałbrzykowski † (29 de julio de 1918-14 de diciembre de 1925 nombrado obispo de Łomża)
- Jean-Baptiste-Etienne-Honoré Penon † (21 de junio de 1926-7 de septiembre de 1929 falleció)
- Tommaso Berutti, S.I. † (19 de diciembre de 1929-21 de enero de 1975 falleció)
- Joseph Anthony Ferrario † (8 de noviembre de 1977-13 de mayo de 1982 nombrado obispo de Honolulu)

### Eparcas de Al Qusia
- Basilios Fawzy Al-Dabe, desde el 23 de septiembre de 2022 (administrador patriarcal)

- Thomas Esam William Bolos Faragalla, desde el 31 de marzo de 2023